# Ким Дон Мун
Ким Дон Мун (кор. 김동문?, 金東文?; род. 22 сентября 1975 года, Коксон, Чолла-Намдо, Республика Корея) — южнокорейский бадминтонист, один из сильнейших в парном и смешанном разрядах своего вида спорта в конце XX — начале XXI веков. Двукратный олимпийский чемпион (1996 — в миксте, 2004 — в пареном разряде) и бронзовый призёр Олимпийских игр (2000 — в парном разряде), трёхкратный чемпион мира (1999 — в парном и смешанном разрядах, 2003 — в миксте). В 2009 году был включён в Зал славы бадминтона.

## Личная жизнь
Ким Дон Мун женат на своей бывшей партнёрше по миксту, двукратном призёре Олимпийских игр На Кён Мин. В июле 2007 года у пары появился сын. В настоящее время семья проживает в канадском Калгари.